# Weiss Fülöp
Weiss Fülöp (olykor Weisz) (Pest, 1859. december 31. – Zürich, 1942. március 28.), a Pesti Magyar Kereskedelmi Bank igazgatóságának az elnöke, közgazdász, a magyar Felsőház tagja, a Magyar Érdemrend nagykeresztjének, a Ferenc József-rend csillagos közép-keresztjének és a III. osztályú Vaskorona-rendnek a tulajdonosa.

## Életpályája
Weiss Ábrahám és Stransky Karolin fia. Drezdában tanult, itt végezte el a Kereskedelmi Akadémiát. 1882-ben a Pesti Magyar Kereskedelmi Bankhoz került, amelynek 1911-ben vezérigazgatója lett. Lánczy Leó halála (1921) után ő lett a bank elnöke, egészen 1938-as lemondatásáig. A bank kereskedelmi és ipari vállalatainak irányítását végezte, s a Balkánon fejtett ki jelentős pénzügyi tevékenységet. Az első világháborút követően textilvállalatok alapításában, az iparág fejlesztésében voltak érdemei. A Magyar Textilgyárosok Országos Egyesületének elnöke, s a Gyáriparosok Országos Szövetségének végrehajtó bizottságának tagja volt, s a Magyar Nemzeti Bank főtanácsosa. A felsőháznak 1927-től tagja. Az első zsidótörvény hatására 1938-ban lemondani kényszerült. Érdekes módon a törvényt bevezető Imrédy Béla – aki maga is rendelkezett zsidó felmenőkkel – az 1910-es és 1920-as években a PMKB-ban dolgozott, s Weiss pártfogoltja volt.

## Házassága és leszármazottjai
Házastársa Garai Flóra (Kula, Bács-Kiskun vármegye 1864. július 26.–Budapest, 1928. december 26.) volt, akivel 1884. október 26-án Budapesten kötött házasságot. A szülei Garai Károly (1838–1900), a Garai és Magaziner budapesti nagykereskedő cég főnöke, és Oblath Evelin (1839–1908) voltak. Weiss Fülöp és Garai Flóra frigyéből született:
- Weiss Eleonóra Elly (Budapest, 1885. szeptember 21.–Visegrád, 1963. december 23.),[8] Első férje: dr. Keleti Kornél (Budapest, 1877. december 10.–Budapest, 1943. augusztus 5.), magyar királyi kormány-főtanácsos, vegyészeti gyáros.[9][10] Második férje: Walko Lajos (Budapest, 1880. október 30. – Visegrád, 1954. január 10.) országgyűlési képviselő, Magyarország külügyminisztere.
- Weisz Mária Ilona Gabriella (Budapest, 1889. december 19.–Budapest, 1927. január 24.).[11][12] Férje hámori Bíró Pál (Budapest, 1881. július 7.[13] – New York, USA, 1955. május 6.) közgazdász, politikus, üzletember.